# Cryptoerithus stuart
Cryptoerithus stuart är en spindelart som beskrevs av Norman I. Platnick och Baehr 2006. Cryptoerithus stuart ingår i släktet Cryptoerithus och familjen Prodidomidae.
Artens utbredningsområde är Northern Territory, Australien. Inga underarter finns listade i Catalogue of Life.